# Malgassoclanis
Malgassoclanis este un gen de molii din familia Sphingidae. 

## Specii
- Malgassoclanis delicatus - (Jordan  1921)
- Malgassoclanis suffuscus - (Griveaud 1959)